# 中小企業庁長官官房総務課
中小企業庁長官官房総務課（ちゅうしょうきぎょうちょうちょうかんかんぼうそうむか）は中小企業庁長官官房に置かれる部署である。

## 概要
中小企業庁の庁内の事務の総括、企画、調整機能を強化するため、庶務課を総務課へ改編した。

## 職務
所掌
通商産業省組織令（昭和38年6月29日政令第227号）第136・137条に所掌事務が規定されている。
```
（長官官房総務課の所掌事務）
第136条 長官官房に次の2課を置く。
1 総務課
2 調査課
第137条 総務課においては、次の事務をつかさどる。
1 
機密
に関すること。
2 
人事
並びに
教養
及び訓練に関すること。
3 長官の官印及び庁印を管守すること。
4 中小企業庁の事務の総合調整に関すること。
5 文書の審査及び進達を行なうこと。
6 法令及び例規に関すること。
7 
公文書類
の接受、発送、編集及び保存を行なうこと。
8 
行政
の事務能率の増進に関すること。
9 行政の考査に関すること。
10 
会計
及び会計の監査に関すること。
11 
行政財産
及び物品の管理に関すること。
12 職員の
福利厚生
に関すること。
13 中小企業の育成及び発展を図るため基本となる方策を定めること。
14 中小企業に関係がある事項に関し他の行政庁に協力を求め、及び意見を述べること。
15 中小企業に関係がある事項に関して
国会
に意見を提出すること。
16 前各号に掲げるもののほか、中小企業庁の事務で他の所掌に属しないもの。
```

## 総務課長
- 貴田仁郎